# Ross 128 b
Ross 128 b е екзопланета, разположена на около 11 светлинни години от Земята, в съзвездието Дева. Обикаля около червеното джудже Ross 128 за 9,87 дни и се намира във вътрешната част на обитаемата зона. Планетата е с 36% по-масивна от Земята и е възможно да има течна вода на повърхността си.

## Обитаемост
Ross 128 b е разположена в обитаемата зона на своята звезда – зона, където водата може да бъде течна и планетата може да поддържа живот. Съществуването на течна вода на планетата, обаче, не може да бъде установено. Смята се, че температурата на повърхността на Ross 128 b е около -18 °C, което би направило планетата твърде студена, за да поддържа течна вода, но достатъчно плътна атмосфера би могла да нагрее повърхността до по-високи температури. Ross 128 – звездата, около която Ross 128 b е в орбита, е червено джудже. Звездите от този тип обикновено имат висока активност, но Ross 128 е по-спокойна от повечето червени джуджета.
Орбитата на планетата е много близо до звездата, поради което се предполага, че се върти синхронно около нея, т.е. едната страна винаги е обърната към звездата и на нея е постоянен ден, докато на другата е постоянна нощ. Това би довело до голяма разлика в температурите на двете полукълба. Между тях, обаче, има зона, в която температурата би била достатъчна, за да има поддържа течна вода.
Ross 128 b има индекс на подобие на Земята от 0.86, което означава, че е на 86% подобна с нашата планета.